# الصوارمة
الصوارمة هي بلدة تتبع محافظة صامطة التابعة إداريا لإمارة منطقة جازان التي تقع جنوب غربي المملكة العربية السعودية ويمر من خلالها الطريق الرئيس الواصل بين جيزان (العاصمة الإدارية منطقة جازان) وبين مركز السهي ويمر بجانبها الطريق الدولي الواصل بين المملكة العربية السعودية والجمهورية اليمنية
ويسكن بلدة الصوارمة حوالي 3000 نسمة (حسب إحصاءات 1425هـ).

## الخدمات
وتتوفر فيها المنشاءت التعليمية والحكومية والأمنية والمحلات التجارية وفيها شاطئ مطل على البحر الأحمر وهي تقع بالقرب من عدة أودية وقرى تجاورها.

## بلدات مجاوره لها
- بلدة الطاهرية.
- بلدة المرابي.
- بلدة المقدرة.
- بلدة القضب.
- مركزالسهي.
- محافظة المضايا.

## جزيرة القرين
وهي جزيرة تتبع بلدة الصوارمة ويوجد به مركز لقوات حرس الحدود السعودي فقط.

## وصلات داخلية
- جازان
- السهي
- المضايا

## وصلات خارجية
موقع «جازان أونلاين» ـ فهرس القرى